# Guilherme de la Garde
Guillaume de la Garde foi um clérigo francês do século XIV, falecendo na posição de arcebispo de Arles e Patriarca Latino de Jerusalém.

## Biografia
Filho do senhor de Pélissanne Bernard de la Garde, foi chanceler da igreja de Beauvois, diácono e notário do Papa Clemente VI quando foi nomeado bispo de Périgueux em 13 de fevereiro de 1348 e arcebispo de Braga em 27 de julho do ano seguinte, embora continuasse a residir em Avinhão. 
Em 16 de junho de 1361, no pontificado de Inocêncio VI, foi transferido para a arquidiocese de Arles em sucessão ao seu falecido tio (ou sobrinho) Étienne de la Garde. Como Arcebispo, Guillaume coroou o Sacro Imperador Romano, Carlos IV, como Rei de Arles em 1365. Pouco depois, ele mudou sua lealdade e apoiou Luís I de Anjou, irmão do rei francês Carlos V, que reivindicou o reino por direito de sua descendência de Luís IX e Margarida da Provença. 
A partir de 12 de dezembro de 1371, através do Papa Gregório XI, foi também Patriarca Latino de Jerusalém. 
La Garde morreu em algum momento da década de 1370, e foi sepultado na Igreja de São Trófimo em Arles.
Alguns autores mencionam-no como cardeal de Urbano V, no que parece ser um erro, tendo-o confundido com outro prelado do mesmo nome.